# José Joaquim de Castro
José Joaquim de Castro (Lisboa (Coração de Jesus), 5 de dezembro de 1824 — Lisboa, 25 de novembro de 1895) foi um oficial general do Exército Português que, entre outras funções de relevo, foi deputado às Cortes e Ministro e Secretário de Estado dos Negócios da Guerra do 37.º governo da Monarquia Constitucional, em funções de 29 de novembro de 1880 a 25 de março de 1881, e novamente na mesma pasta do 41.º governo da Monarquia Constitucional, em funções de 15 de novembro de 1888 a 9 de novembro de 1889.